# 戦争柄

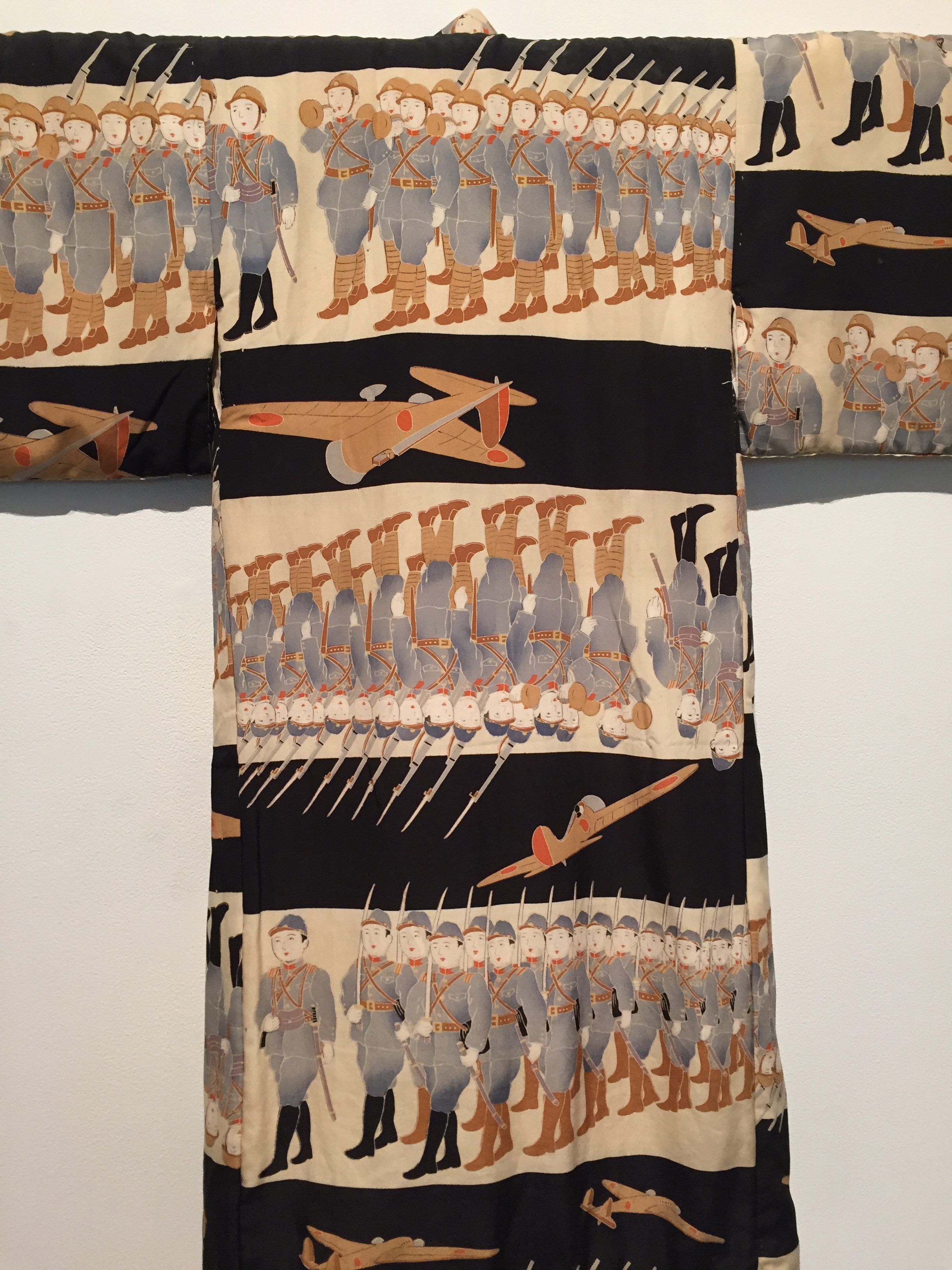
男の子の絹の着物、日本製、戦闘機と軍隊が隊列を組んでいる（1940 年）

戦争柄（せんそうがら）は、戦争の情景を図案化した着物の柄である。日清戦争期の1894年から第二次世界大戦期の1942年までの約50年間に日本で作られた。
様式は時期によって三種類に分けることができる。まず日清戦争期（1894-95年）は浮世絵の絵柄で、写真報道がまだなかったために空想的な図案が描かれた。次の日露戦争期（1904-05年）は写真報道の影響を受け、また絵葉書が流行っていたことから絵葉書風の図案や、パリ万博（1900年）の影響を受けアール・ヌーヴォー風の図案が作られた。大正期以降は童画が流行したことを背景に、兵士が頭の大きな子供の姿で描かれ、また戦車や高射砲などの兵器が非常に写実的に描かれるようになる。
戦争柄の着物は女物は少なく、ほとんどが男児と成人男性用のものであった。政府のプロパガンダなどではなく、庶民間での流行として広まっていたものと見られている。

## ギャラリー

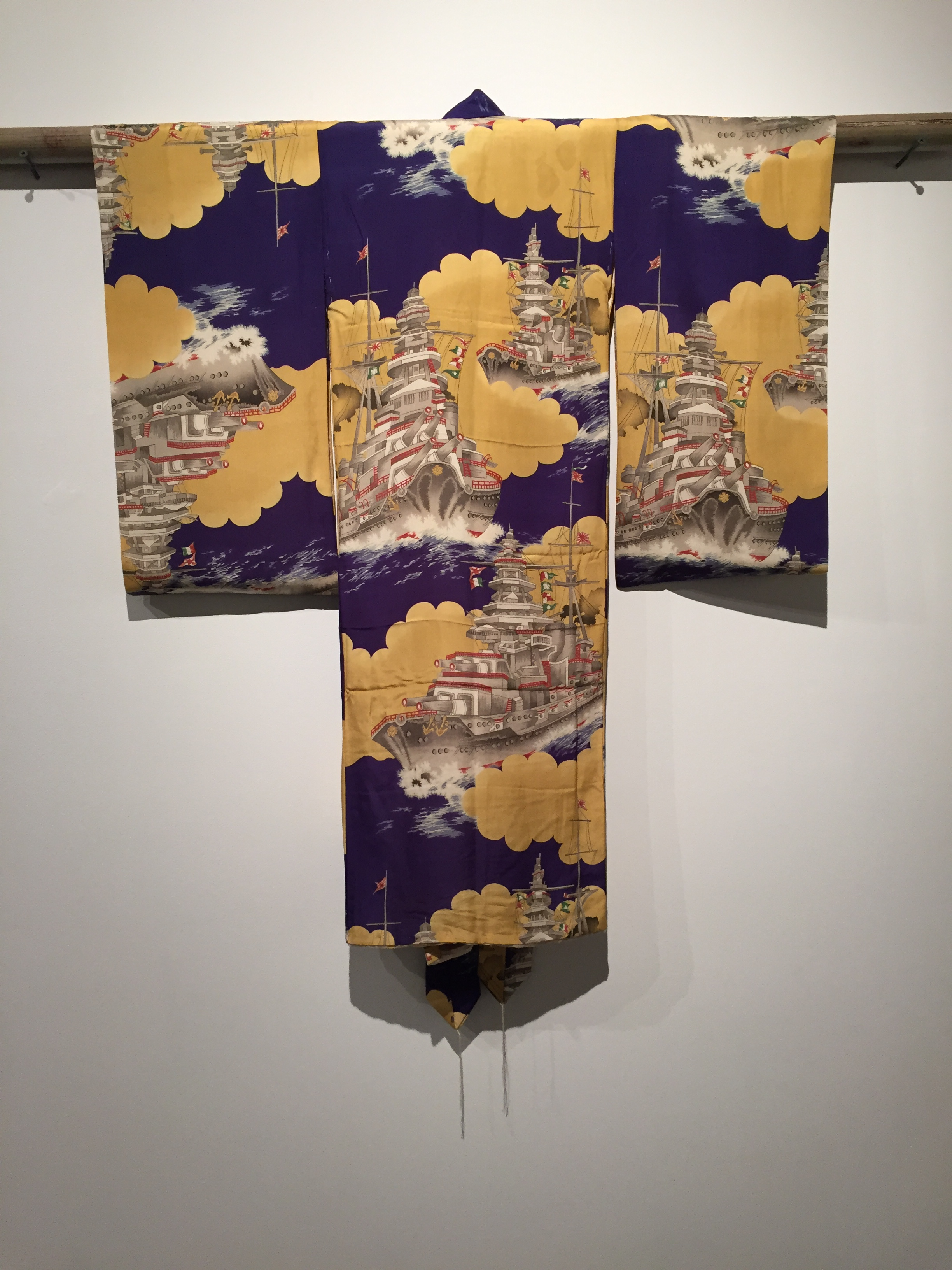
戦艦を描いたお宮参りの産着。
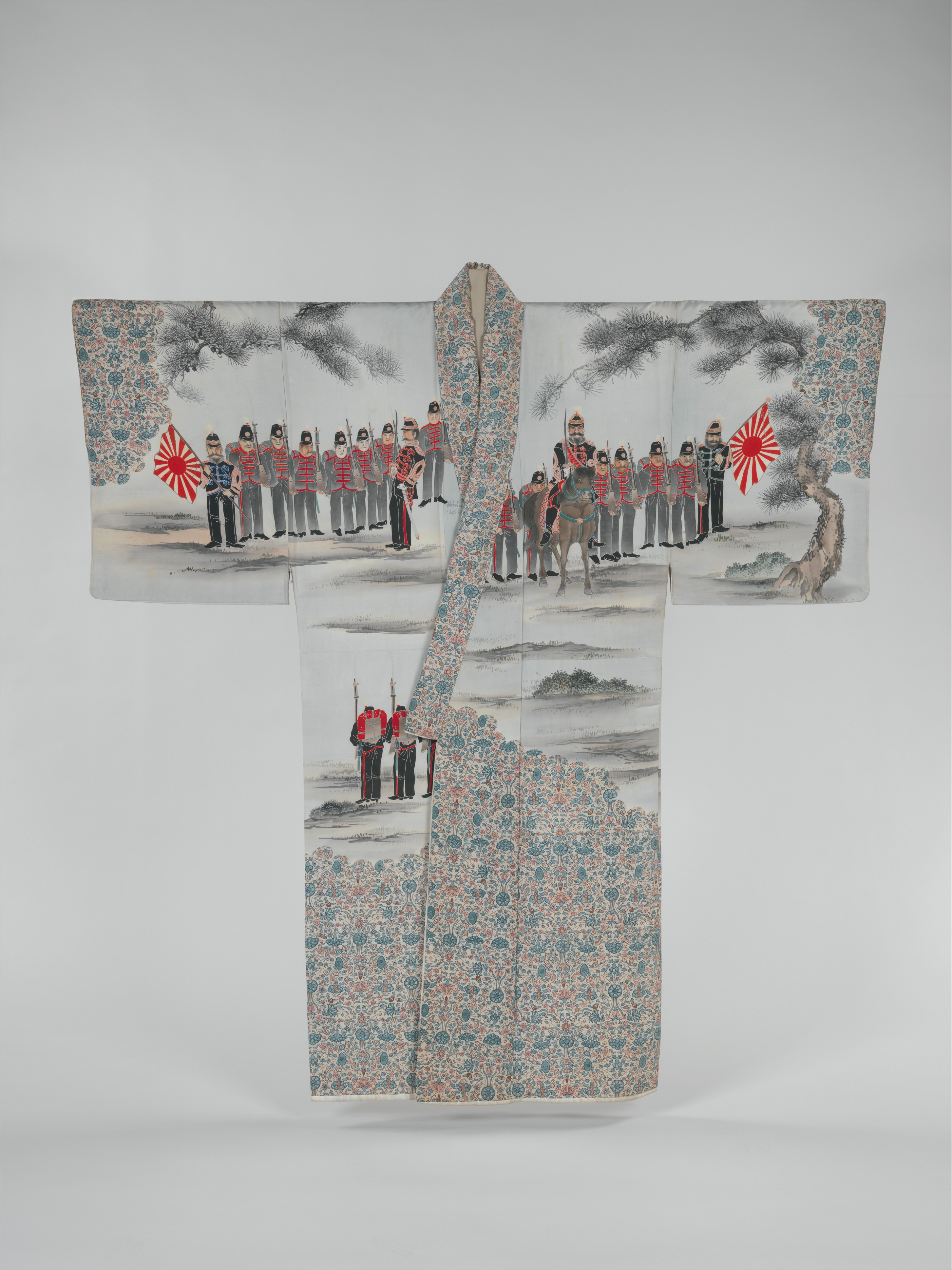
日露戦争をモチーフにした男子児童の長襦袢。
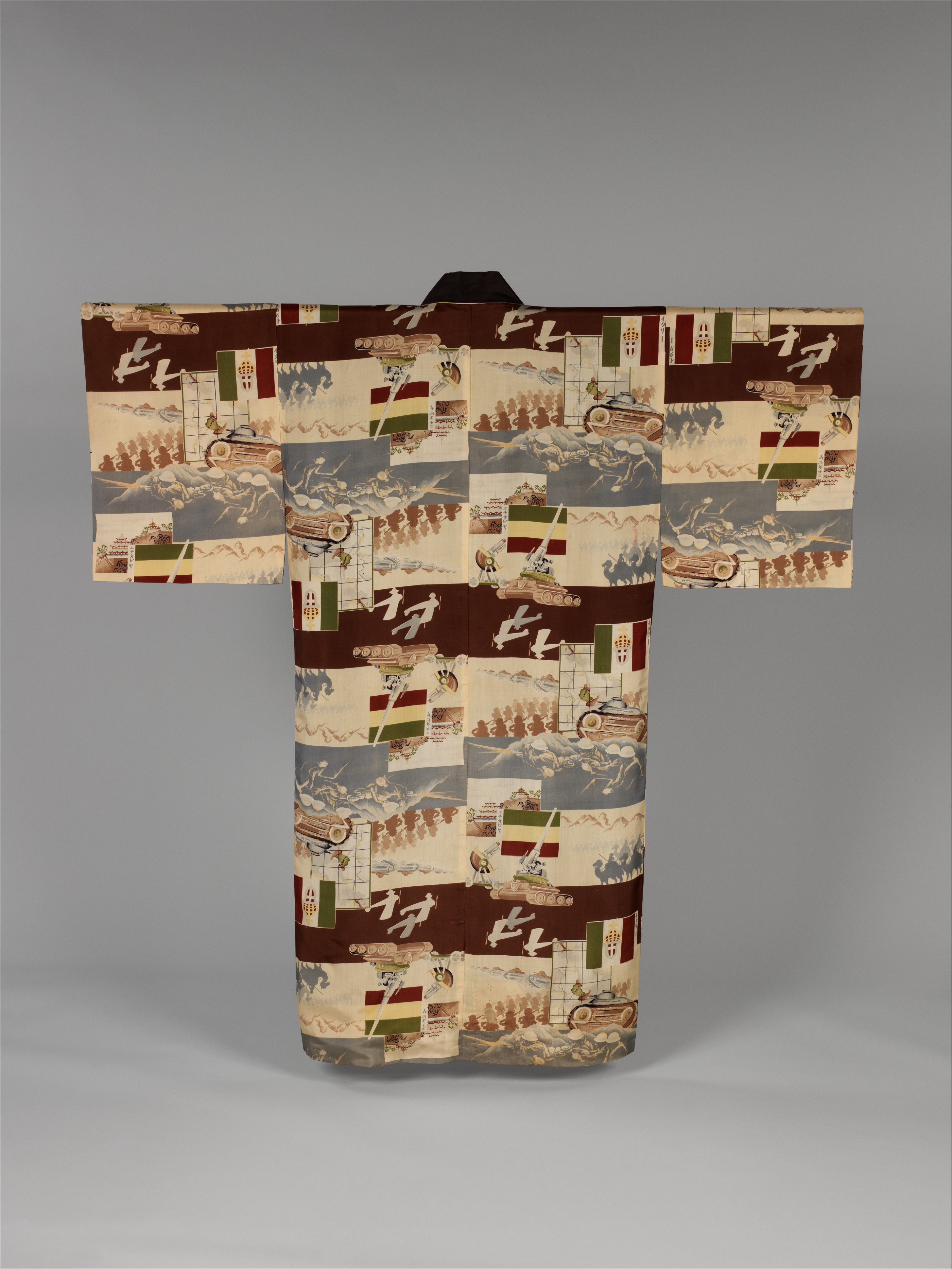
第二次エチオピア戦争のシンボルが描かれた男性の長襦袢。
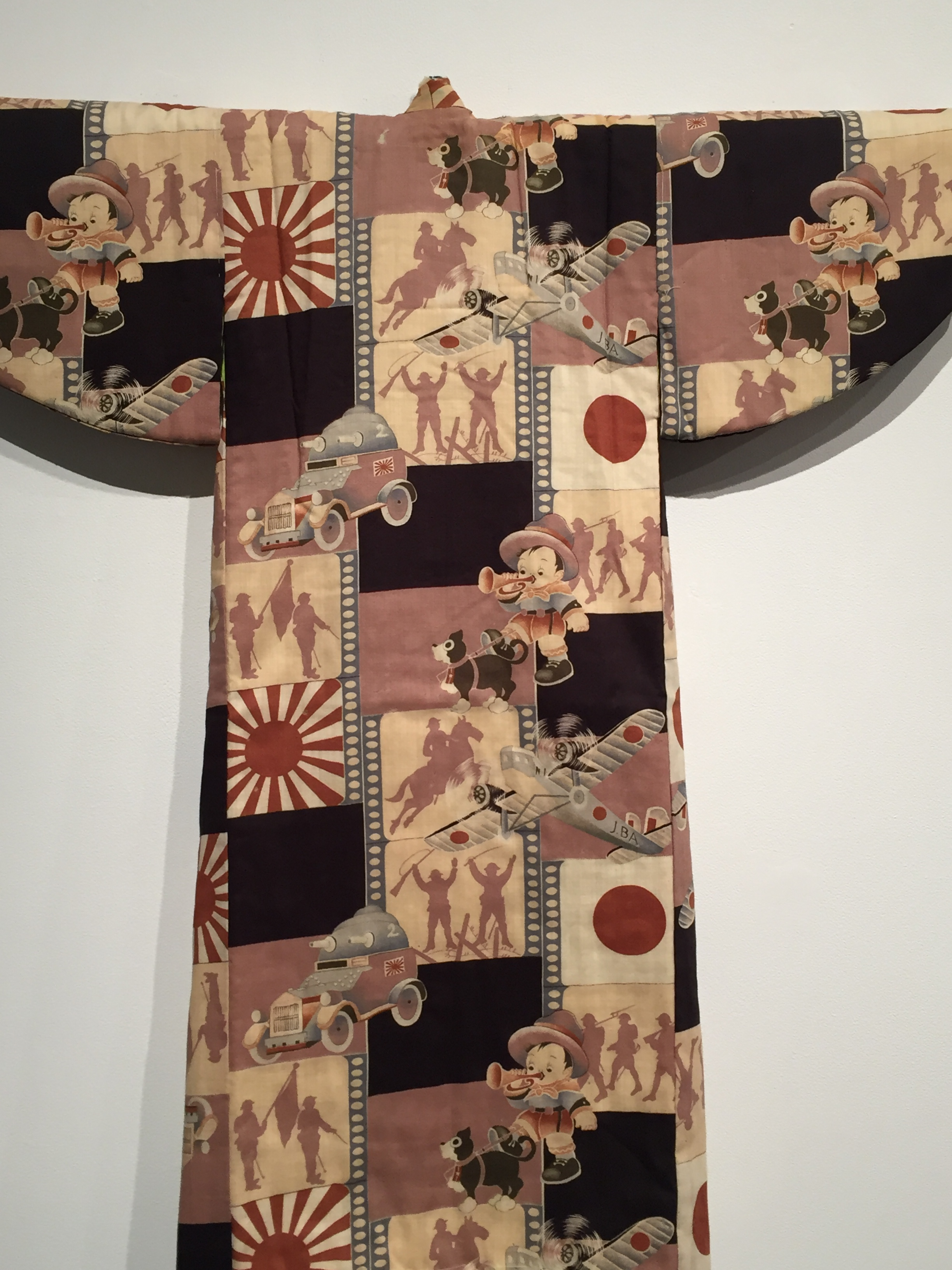
のらくろをモチーフにした男の子の毛糸の着物。中国での日本の軍事行動を示している。
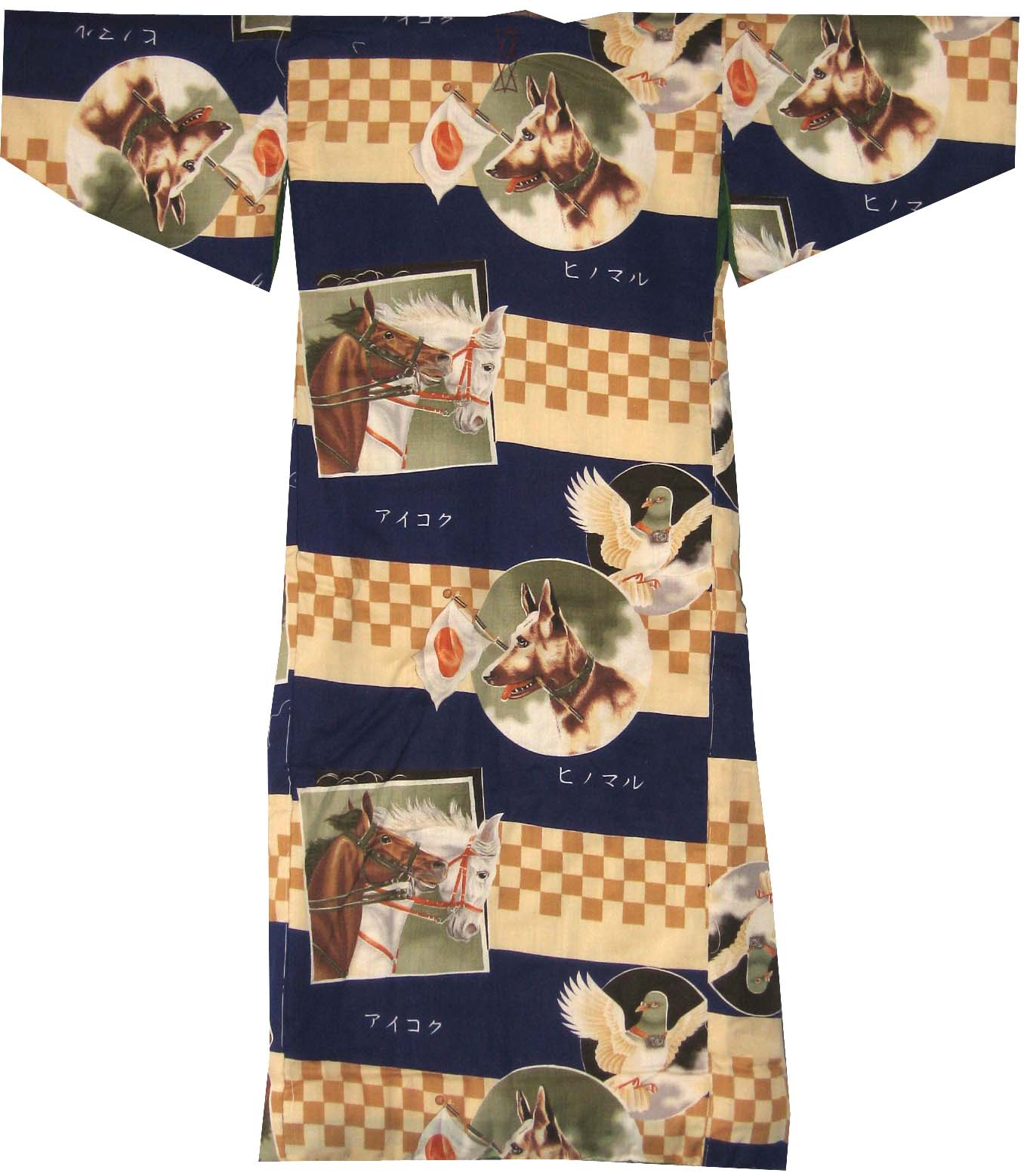
柳条湖事件における動物の役割をたたえる着物
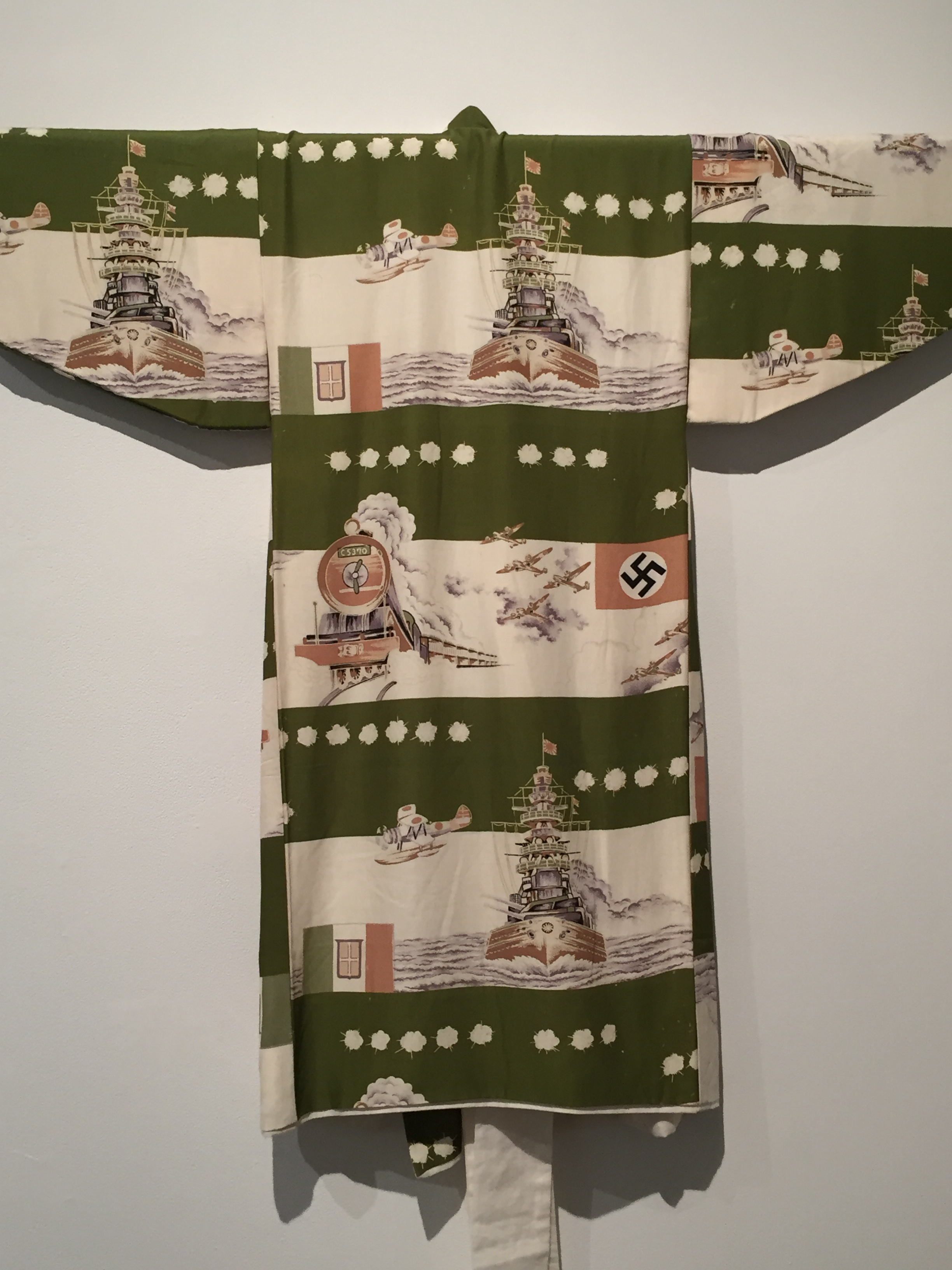
男の子の着物。枢軸国のシンボルを示す。
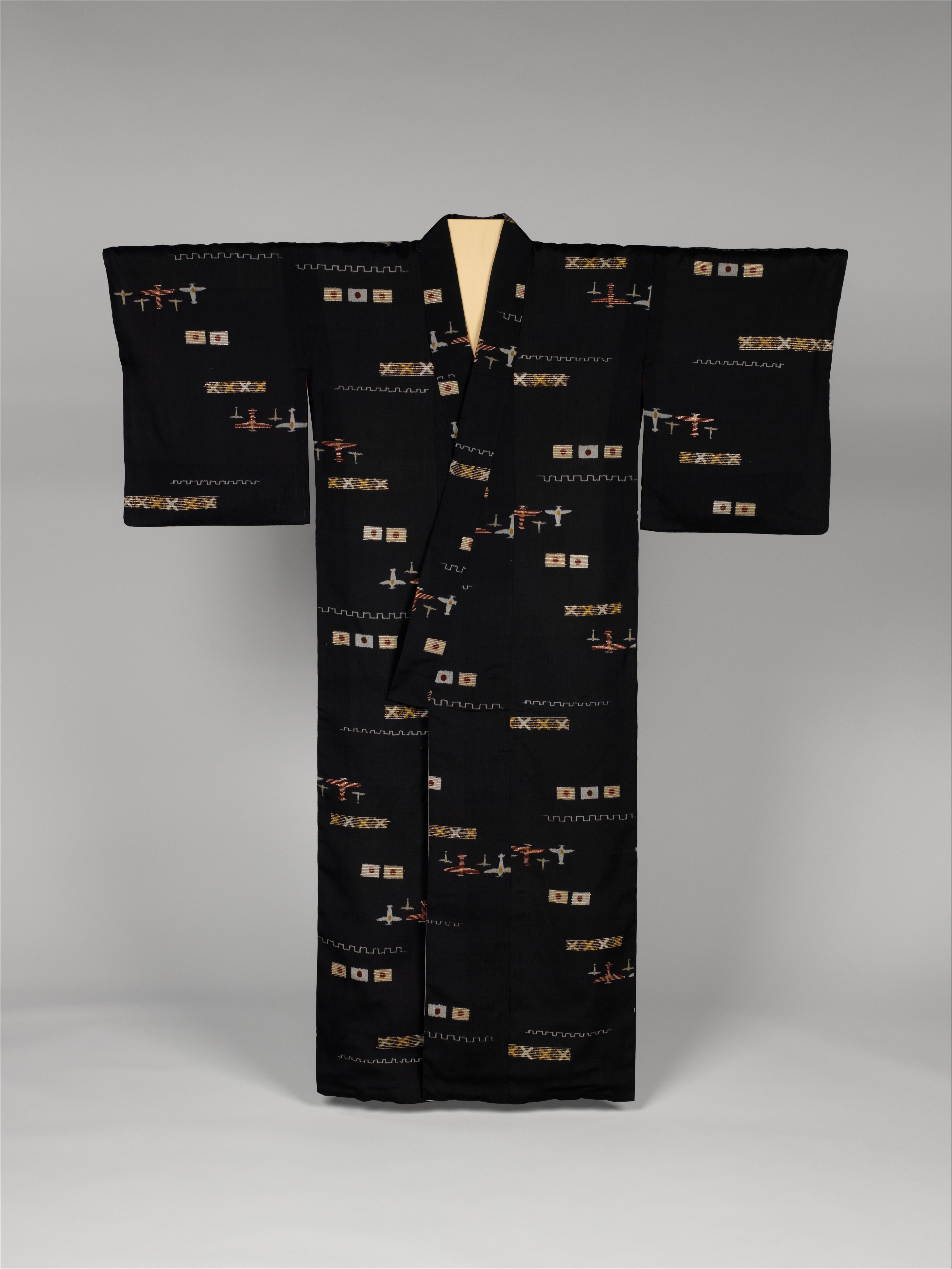
戦闘機と日の丸をモチーフにした女性の着物。

## 研究文献
- 乾淑子 『図説 着物柄にみる戦争』 インパクト出版会、2007年